# Albany (wieś w hrabstwie Green)
Albany – wieś w Stanach Zjednoczonych, w stanie Wisconsin, w hrabstwie Green.